# Sant'Elia a Pianisi
Sant'Elia a Pianisi è un comune italiano di 1 497 abitanti della provincia di Campobasso in Molise.
Il paese è noto per un convento francescano dedicato a Padre Pio, che lo visitò agli inizi del '900, come collegio.

## Geografia fisica

### Clima
Nel periodo invernale la temperatura può scendere anche a -4/6 °C

## Storia
Il paese nacque come castro dei longobardi nel X secolo. A questi anni risale la costruzione del castello medievale di Pianisi. Nell'XI secolo fu concesso un terreno per l'edificazione di un monastero dedicato a San Pietro. Nel tardo medioevo (XV secolo) una catastrofe naturale costrinse gli abitanti del borgo superiore di Pianisi a trasferirsi nel territorio sottostante dell'abbazia, che fu rinominato Sant'Elia a Pianisi. Il paese fu feudo di numerose famiglie napoletane,dai primi anni del 1600, fu feudo della famiglia di Palma Artois. L'abbazia andò in rovina intorno al XVIII secolo, e rimase un convento francescano, dove nel 1901 circa andò padre Pio da Pietrelcina per compiere gli studi di collegio, essendogli stata raccomandata la visita in Molise per l'aria salubre delle montagne, essendo il Molise vicino al borgo campano.
Nella seconda metà del Novecento il paese andò spopolandosi, ma è in atto un progetto per incentivare il turismo religioso, già attivo, nel convento francescano che ospitò padre Pio.

### Simboli
Lo stemma e il gonfalone sono stati concessi con decreto del presidente della Repubblica dell'8 novembre 1982.
Lo stemma raffigura, in campo d'oro, sant'Elia in piedi su un carro di legno che tiene in mano una sciarpa bianca. Il gonfalone è un drappo di rosso.

## Monumenti e luoghi d'interesse

### Chiesa madre di Sant'Elia profeta
Si suppone sia stata fondata nel XV secolo con la colonizzazione slava del castello di Pianisi. La chiesa ha subito altri rifacimenti nei secoli a seguire, soprattutto nell'Ottocento, con la ricostruzione neoclassica dell'interno. Fu ampliata nel 1589, come si legge dalla data dell'architrave del portale di accesso, nel 1565 aveva rendita di 4 000 ducati, e oltre 22 000 moggi. La facciata a salienti è molto semplice, in pietra concia irregolare, con portale architravato di stampo rinascimentale, e oculo centrale nella facciata. Il campanile è a torre, con cuspide, l'interno è a tre navate con pilastri rastremati da archi a tutto sesto, trabeazione che corre lungo il perimetro, e pochi elementi decorativi a stucco. Le opere conservate sono un quadro fiammingo della chiesa di Torre Zeppa di Ripabottoni del 1720, due statue lignee del '600 di San Giuseppe e della Vergine Maria.

### Chiesa di San Rocco
Si trova sulla piazza principale alla fine del corso Umberto I, ha facciata in pietra, il portale caratterizzato da bassorilievo tardo romanico. La chiesa risale al 1530, edificata come cappella del vecchio palazzo signorile di Sant'Elia, con loggia presso la sacrestia perché i nobili potessero seguire la messa senza mischiarsi con la plebe. Rifatta alla fine dell'800, la chiesa fu annessa al Municipio, che si trova presso l'antico palazzo signorile. Dal 1582 la chiesa ospita la Confraternita del Santo Rosario, che nel 1902 la restaurarono, rifacendo anche la pavimentazione, La linearità della facciata è interrotta dal portale seicentesco pseudo-romanico, opera di Giuseppe Giuliano, al di sopra del timpano c'è una pietra con due bassorilievo di ornamento. Il primo rappresenta un cavaliere in tunica che regge le briglie del cavallo, evidentemente si tratta di san Giorgio, con alle spalle la testa di un mostro alato con lunga coda.
Il secondo bassorilievo raffigura un vescovo con le braccia incrociate, forse san Nicola di Bari, poiché si tratta di materiale di spoglio della vecchia chiesa di San Nicola, oggi distrutta. Alla sinistra del portale è collocata una pietra lavorata con pesciolini in rilievo, prima rappresentazione simbolica del cristianesimo. All'interno di grande interesse sono i capitelli delle colonne, finemente decorati con un angelo poggiante su prato di fiori, lateralmente ci sono degli altari edificati per volere del Cardinale Orsini, l'altare maggiore è dedicato al Corpo SS. di Cristo, in marmo intarsiato con una custodia in legno lavorato. Le nicchie degli altari laterali ospitano le statue della Madonna col Bambino, San Rocco e San Sebastiano. L'organo ligneo a soffietto è del XVII secolo.

### Ex abbazia di San Pietro
Si trova nella contrada omonima, risalente al XII secolo, dipendente dall'abbazia di San Vincenzo al Volturno. I primi documenti sono del 1153, quando papa Anastasio IV documenta la chiesa nella giurisdizione delle 12 badie della Diocesi di Benevento. L'abbazia cadde in declino nel XV secolo, e nel XVI secolo era già una semplice chiesa di campagna quale la si vede oggi, ed era aperta solo la domenica, come scrisse il vescovo Pietro Lunel di Gaeta. Nel 1785 il feudo di San Pietro era gestito dal vescovo di Capri, e alla sua morte la chiesa cadde in abbandono. Recentemente la chiesa è stata recuperata, dato il grande valore storico per la comunità di Sant'Elia, ha facciata romanica divisa verticalmente in quattro sezioni da lesene, ciascuna delle quali caratterizzata da coppie di archetti uniti da mensoline. La chiesa non ha campanile, e vi è un piccolo arco di ferro, internamente la chiesa è in pietra concia, a navata unica, con soffitto ligneo a capriate, rifatto durante il restauro. Di interesse un'acquasantiera scolpita, l'altare maggiore e una statua del santo.

### Cappella della Madonna delle Grazie
In origine era un ospedale dei pellegrini, realizzato nel 1503 per ringraziamento alla Madonna durante la pestilenza del XVI secolo. Nel 1690 il complesso rovinò e fu ricostruito nel 1703 con nuove stanze, e aveva una rendita di 35 ducati annui. L'ospedale con il convento fu chiuso nel 1799 con il passaggio dei francesi, ed oggi solo la chiesa è aperta al culto. Ha un aspetto tardo barocco.
Nel centro di Sant'Elia si trova anche, sul corso Regina Margherita, la chiesetta di Sant'Anna. Edificata nel XVIII secolo ha un nell'aspetto tardo barocco con movimentata facciata ornata da fregi e stucchi.

### Casa cappella del Padre Raffaele
Si trova sul corso Vittorio Emanuele III, è la residenza dove visse Padre Raffaele ossia Domenico Petruccelli (1816-1901). Divenuto monaco di Morcone nel 1834 con il nome di frate Raffaele, l'anno dopo fece voto di castità, studio nel convento di San Francesco di Agnone, poi Serracapriola (1837), Bovino e Larino (1838-39). Trasferitosi nel convento di Torremaggiore dal 1843, nel 1857 giunse a Campobasso, prestando servizio nella chiesa della Madonna della Libera, richiamando fedeli e devoti per il suo umile stile di vita. Inoltre in questo periodo i confratelli lo videro in estasi, in colloqui con la Vergine, nel 1865 tornò nel convento dei Francescani di Sant'Elia, dove rimase fino alla morte.
Nel 1936 le spoglie furono traslate nel convento di Sant'Elia, e nel 1949 fu avviata la causa di beatificazione, terminata nel 2006. La casa è molto semplice, dotata di una piccola sezione museale e di una cappella per le preghiere.

### Convento dei Francescani di Padre Pio
Gli elementi architettonici più importanti sono il convento, la piazza e la chiesa di San Rocco. Nel convento dei Frati cappuccini di Sant'Elia a Pianisi emergono due figure di santità: il Servo di Dio, Padre Raffaele da Sant'Elia a Pianisi, morto la sera del 6 gennaio 1901, del quale è in corso la Causa di Beatificazione in Vaticano, e San Pio da Pietrelcina, che vi ha vissuto per quasi quattro anni da giovane frate, il periodo più lungo di tutti i conventi in cui è vissuto dopo San Giovanni Rotondo. San Pio da Pietrelcina in questo convento ha fatto la sua professione perpetua diventando frate a tutti gli effetti. Sempre nel convento di Sant'Elia a Pianisi, il giovane fra Pio ha vissuto la sua prima bilocazione apparendogli la Madonna mentre era in preghiera nel coro, e ha vissuto una delle prime manifestazioni del diavolo, apparsogli sotto forma di un cane nero. La chiesa madre sede della parrocchia ospita al suo interno una pregevole tela, l'Allegoria dei sette sacramenti, nonché due statuine di marmo della scuola del Bernini, raffiguranti San Giuseppe e la Vergine Maria. Conserva, inoltre, un artistico paliotto da altare, ricamato a mano da una nobildonna del luogo. Altra chiesa visitabile tra le tante sparse nel territorio di Sant'Elia a Pianisi, non facilmente accessibili, l'abbazia di San Pietro, testimonianza della presenza benedettina nel territorio dell'antico borgo di Pianisi. Il paese trae origine dalla fusione di due borghi, Sant'Elia e Pianisi, in seguito alla distruzione del castello di Pianisi, avvenuta nel 1528.

### Il Castello di Pianisi
Il castello di Pianisi sorgeva sull'omonima altura ubicata a circa 3,7 km a nord-ovest dell'abitato di Sant'Elia a Pianisi, dove l'insegnamento di Archeologia Cristiana e Medievale dell'Università degli Studi del Molise ha eseguito tre campagne di scavi tra il 2013 e il 2015, finanziate dalla locale Amministrazione Comunale. Il sito era già noto per la presenza in superficie di reperti archeologici, tra cui una moneta dell'imperatore Romano I Lecapeno e fondi di coppe in protomaiolica (XIII-XIV secolo). La prima attestazione del toponimo Pianisi ricorre in un diploma di Papa Pasquale I (817-824), trascritto nel Chronicon Vulturnense nel XII secolo; il pontefice conferma all'Abbazia di San Vincenzo al Volturno il possesso, tra gli altri beni, dell'ecclesiam Sancte Marie in Planisi che sarà confermata dai suoi successori Papa Marino II (944) e Papa Nicola II (1059) nonché dagli imperatori Ottone I (962), Ottone II (983), Enrico II (1014) e Corrado II (1038). Il castello di Pianisi è, invece, documentato dal giugno 1008, allorquando il signore di Pianisi concesse un terreno al monastero di S. Pietro apostolo quod fundatum est prope de iam dicto castello planisi, nel quale egli risiedeva; la cartula offertionis costituisce, però, un falso non anteriore alla fine del XII secolo. Nella seconda metà del XII secolo il feudo di Planesium, equivalente ad un milite, apparteneva ad Altruda uxor quondam Thalenasii, forse da identificare con l'omonimo signore di Portocannone. Il castello di Pianisi è menzionato in numerosi documenti redatti dalla Cancelleria angioina negli anni Sessanta e Settanta del Duecento; in quel periodo appartenne a Tipaldo Alamagno (Alamanno) e ad alcuni esponenti della famiglia de Nantolio (de Nanteuil o Natolii). Un documento di Carlo I d'Angiò del 1276 ricorda gli homines castri […] Planisii siti in comitatu Molisii. Dal 1495 il feudo di Pianisi pervenne ai Di Capua, signori di Riccia.
Gli scavi hanno messo in luce ampi tratti dei muri di sostruzione del terrazzamento superiore, la grande torre cilindrica, che sovrastava l'abitato dominando l'area circostante, nonché i resti della chiesa di S. Maria in Planisi. L'edificio, con grande abside e una possente torre campanaria, è costruito con bozze molto regolari prive di tracce di lavorazione (tranne pochissimi casi), a testimonianza di una tecnica di estrazione a spacco che seguiva le fenditure del materiale nella cava. La roccia calcarea, di probabile estrazione locale, è molto friabile, tant'è vero che in molti punti si sfalda e si disintegra. La copertura, stando ai numerosi coppi trovati negli strati di crollo, doveva essere costituita da falde. Dall'edificio, che venne sconsacrato nel 1701 dall'arcivescovo di Benevento Vincenzo Maria Orsini, sono stati prelevati, a quanto sembra, il fonte battesimale oggi inglobato in una fontana pubblica a Sant'Elia a Pianisi e il rilievo duecentesco attualmente murato nella facciata della chiesa di San Rocco. Al momento, in attesa di completare l'esame dei materiali archeologici recuperati nel corso degli scavi, si può solo anticipare che il tratto sud-est del muro di sostruzione del terrazzamento superiore cadde in disuso forse entro il XVI secolo, epoca alla quale risalgono i frammenti di una brocchetta in ceramica graffita trovati tra i resti del muro. Un utile elemento per la datazione del crollo della chiesa è fornito, invece, dal boccale in maiolica rinvenuto, in frammenti, ai piedi del perimetrale destro dell'edificio. Sembrano, dunque, smentite le ipotesi di datazione dell'abbandono di Pianisi agli inizi del Trecento o alla prima metà del Cinquecento.

## Società

### Evoluzione demografica
Abitanti censiti

## Amministrazione
Di seguito è presentata una tabella relativa alle amministrazioni che si sono succedute in questo comune.
| Periodo        | Periodo          | Primo cittadino         | Partito                                       | Carica              | Note  |
| -------------- | ---------------- | ----------------------- | --------------------------------------------- | ------------------- | ----- |
| 20 giugno 1985 | 25 giugno 1990   | Michele Berardinelli    | Democrazia Cristiana                          | Sindaco             | [ 6 ] |
| 25 giugno 1990 | 24 aprile 1995   | Samuele Colavita        | Democrazia Cristiana                          | Sindaco             | [ 6 ] |
| 24 aprile 1995 | 14 giugno 1999   | Michele Berardinelli    | Partito Popolare Italiano                     | Sindaco             | [ 6 ] |
| 14 giugno 1999 | 14 giugno 2004   | Michele Nicola Petrecca | lista civica                                  | Sindaco             | [ 6 ] |
| 14 giugno 2004 | 25 febbraio 2008 | Raffaele Falcone        | lista civica                                  | Sindaco             | [ 6 ] |
| 18 marzo 2008  | 8 aprile 2008    | Nicolino Bonanni        |                                               | Comm. prefettizio   | [ 6 ] |
| 8 aprile 2008  | 8 giugno 2009    | Nicolino Bonanni        |                                               | Comm. straordinario | [ 6 ] |
| 8 giugno 2009  | 26 maggio 2014   | Ferdinando Morrone      | lista civica                                  | Sindaco             | [ 6 ] |
| 26 maggio 2014 | 27 maggio 2019   | Stefano Martino         | lista civica Fare comune                      | Sindaco             | [ 6 ] |
| 27 maggio 2019 | 9 giugno 2024    | Biagio Faiella          | lista civica Uniti per cambiare               | Sindaco             | [ 6 ] |
| 9 giugno 2024  | in carica        | Biagio Faiella          | lista civica Corriamo insieme verso il futuro | Sindaco             | [ 6 ] |